# Copa de la WSE
La Copa de la WSE (oficialment en anglès, WSE Cup), també coneguda com a WS Eurocopa i anteriorment com a Copa de la CERS, és una competició europea d'hoquei sobre patins, creada la temporada 1980-81. De caràcter anual, es organitzada per la World Skate Europe. Fins a la remodelació de les competicions europees, era considerada com la tercera de més importància després de la Copa d'Europa i de la Recopa d'Europa. Des de la temporda 1996-97 esdevé la segona competició europea. Fins a l'edició de 2006-07, els participants disputaven una fase final en format d'eliminatòries a doble partit amb quarts de final, semifinal i final. La temporada 2007-08 s'introdueix el sistema de final a quatre en una única seu neutral, que es celebra durant un cap de setmana, normalment al mes d'abril. L'equip guanyador és declarat campió de la World Skate Europa Cup i té dret a participar en la Copa Continental de la temporada següent.
L'Óquei Clube de Barcelos (1995, 2016, 2017), l'Hockey Novara (1985, 1992, 1993), l'Hockey Club Liceo (1982, 1999, 2010) i el Club Esportiu Lleida Llista Blava (2018, 2019, 2021) són els dominadors de la competició amb tres triomfs cadascun. Per altra banda, els clubs catalans són els que han guanyat la copa en més ocasions (17), destacant entre d'altres el Club Esportiu Noia (1998, 2014), Reus Deportiu (2003, 2004) amb dos títols respectivament.

## Participants de la Final Four
La fase final de la XLIV edició de la Copa de la WSE es disputa al Pavelló Les Comes d'Igualada, del 13 al 14 d'abril de 2024. Hi participen quatre equips, dos d'ells catalans:
- Hockey Sarzana
- Follonica Hockey
- Igualada Rigat HC
- CP Voltregà Stern Motor

## Historial
| En negreta = Equip guanyador (1) = Nombre de títols 1-1 = Marcador campió-subcampió (prò.) = Pròrroga (p.) = Penals Nota: Noms dels equips segons l'època |

| Edició          | Temp.           | Data                                                   | Guanyador                                              | Resultat                                               | Finalista                                              | Seu                                                    | refs.           |
| Copa de la CERS | Copa de la CERS | Copa de la CERS                                        | Copa de la CERS                                        | Copa de la CERS                                        | Copa de la CERS                                        | Copa de la CERS                                        | Copa de la CERS |
| --------------- | --------------- | ------------------------------------------------------ | ------------------------------------------------------ | ------------------------------------------------------ | ------------------------------------------------------ | ------------------------------------------------------ | --------------- |
| I               | 1980-81         | N/D                                                    | GD Sesimbra (1)                                        | 4-1 / 2-0                                              | RC Lichstadt                                           | Sesimbra (anada) / Eindhoven (tornada)                 |                 |
| II              | 1981-82         | N/D                                                    | HC Liceo (1)                                           | 12-4 / 6-8                                             | HC Monza                                               | La Corunya (anada) / Monza (tornada)                   |                 |
| III             | 1982-83         | N/D                                                    | HC Amatori Vercelli (1)                                | 6-4 / 2-7                                              | AFP Giovinazzo                                         | Vercelli (anada) / Giovinazzo (tornada)                |                 |
| IV              | 1983-84         | N/D                                                    | Sporting CP Lisboa (1)                                 | 4-1 / 11-3                                             | Hockey Novara                                          | Novara (anada) / Lisboa (tornada)                      |                 |
| V               | 1984-85         | N/D                                                    | Hockey Novara (1)                                      | 4-4 / 7-4                                              | Cerdanyola CH                                          | Cerdanyola del Vallès (anada) / Novara (tornada)       |                 |
| VI              | 1985-86         | N/D                                                    | CP Tordera (1)                                         | 6-6 / 11-4                                             | Bassano Hockey 54                                      | Bassano del Grappa (anada) / Tordera (tornada)         | [ 5 ]           |
| VII             | 1986-87         | N/D                                                    | Amatori Lodi (1)                                       | 7-5 / 6-3                                              | CE Noia                                                | Lodi (anada) / Sant Sadurní d'Anoia (tornada)          |                 |
| VIII            | 1987-88         | N/D                                                    | HC Amatori Vercelli (2)                                | 3-4 / 4-1                                              | CD Paço de Arcos                                       |                                                        |                 |
| IX              | 1988-89         | N/D                                                    | HC Monza (1)                                           | 13-4 / 4-5                                             | Igualada HC                                            |                                                        |                 |
| X               | 1989-90         | N/D                                                    | HC Seregno (1)                                         | 3-3 / 7-6                                              | FC Barcelona                                           |                                                        |                 |
| XI              | 1990-91         | N/D                                                    | SL Benfica (1)                                         | 4-6 / 10-3                                             | Reus Deportiu                                          |                                                        |                 |
| XII             | 1991-92         | N/D                                                    | Hockey Novara (2)                                      | 2-4 / 4-1                                              | Igualada HC                                            |                                                        |                 |
| XIII            | 1992-93         | N/D                                                    | Hockey Novara (3)                                      | 8-2 / 6-3                                              | Thiene                                                 |                                                        |                 |
| XIV             | 1993-94         | N/D                                                    | FC Porto (1)                                           | 2-5 / 7-1                                              | CP Vic                                                 |                                                        |                 |
| XV              | 1994-95         | N/D                                                    | OC Barcelos (1)                                        | 6-4 / 6-0                                              | CP Tordera                                             |                                                        |                 |
| XVI             | 1995-96         | N/D                                                    | FC Porto (2)                                           | 3-0 / 7-1                                              | CP Tordera                                             |                                                        |                 |
| XVII            | 1996-97         | N/D                                                    | UD Oliveirense (1)                                     | 3-2 / 5-3                                              | ACR Gulpilhares                                        |                                                        |                 |
| XVIII           | 1997-98         | N/D                                                    | CE Noia (1)                                            | 5-2 / 2-4                                              | CD Paço de Arcos                                       |                                                        |                 |
| XIX             | 1998-99         | N/D                                                    | HC Liceo (2)                                           | 4-7 / 5-0                                              | OC Barcelos                                            |                                                        |                 |
| XX              | 1999-00         | N/D                                                    | CD Paço de Arcos (1)                                   | 8-2 / 3-2                                              | CP Voltregà                                            |                                                        |                 |
| XXI             | 2000-01         | N/D                                                    | CP Vic                                                 | 4-4 / 5-3                                              | CE Noia                                                |                                                        |                 |
| XXII            | 2001-02         | N/D                                                    | CP Voltregà (1)                                        | 3-5 / 5-2                                              | FC Porto                                               |                                                        |                 |
| XXIII           | 2002-03         | N/D                                                    | Reus Deportiu (1)                                      | 2-3 / 5-0                                              | Lleida Llista Blava                                    |                                                        |                 |
| XXIV            | 2003-04         | N/D                                                    | Reus Deportiu (2)                                      | 4-0 / 0-1                                              | Bassano Hockey 54                                      |                                                        |                 |
| XXV             | 2004-05         | N/D                                                    | Follonica Hockey (1)                                   | 4-0 / 4-4                                              | Bassano Hockey 54                                      |                                                        |                 |
| XXVI            | 2005-06         | N/D                                                    | FC Barcelona (1)                                       | 3-1 / 2-0                                              | CP Vilanova                                            |                                                        |                 |
| XXVII           | 2006-07         | N/D                                                    | CP Vilanova (1)                                        | 1-1 / 4-2                                              | Candelária SC                                          |                                                        |                 |
| XXX detalls     | 2007-08         | 20-04-2008                                             | CP Tenerife (1)                                        | 4-4 (2-1, p.)                                          | Hockey Valdagno                                        | Salle Omnisports, Dinan                                | [ 6 ]           |
| XXX detalls     | 2008-09         | 19-04-2009                                             | CH Mataró (1)                                          | 2-1                                                    | CH Lloret                                              | Pavelló Municipal d'Esports, Lloret de Mar             |                 |
| XXXI detalls    | 2009-10         | 16-05-2010                                             | HC Liceo (3)                                           | 7-2                                                    | Blanes HC                                              | Palácio dos Desportos, Torres Novas                    |                 |
| XXXI            | 2010-11         | 08-05-2011                                             | SL Benfica (2)                                         | 6-4                                                    | CP Vilanova                                            | Pavelló Municipal d'Esports, Vilanova i la Geltrú      |                 |
| XXXII           | 2011-12         | 13-05-2012                                             | Bassano Hockey 54 (1)                                  | 2-2 (3-1, p.)                                          | HC Braga                                               | PalaBassano, Bassano del Grappa                        |                 |
| XXXIII          | 2012-13         | 12-05-2013                                             | CE Vendrell (1)                                        | 3-2 (prò.)                                             | CP Vic                                                 | Pavelló del Club d´Esports Vendrell, El Vendrell       |                 |
| XXXIV detalls   | 2013-14         | 06-04-2014                                             | CE Noia (2)                                            | 4-3                                                    | Hockey Breganze                                        | Palasport, Forte dei Marmi                             |                 |
| XXXV            | 2014-15         | 26-04-2015                                             | Sporting CP Lisboa (2)                                 | 2-2 (2-1, p.)                                          | Reus Deportiu                                          | Pavelló Les Comes, Igualada                            |                 |
| XXXVI           | 2015-16         | 01-05-2016                                             | OC Barcelos (2)                                        | 6-3                                                    | CP Vilafranca                                          | Pavilhão Municipal, Barcelos                           |                 |
| XXXVII          | 2016-17         | 30-04-2017                                             | OC Barcelos (3)                                        | 4-2                                                    | CGC Viareggio                                          | PalaBarsacchi, Viareggio                               |                 |
| XXXVIII         | 2017-18         | 29-04-2018                                             | Lleida Llista Blava (1)                                | 2-2 (1-0, p.)                                          | OC Barcelos                                            | Pavelló Onze de Setembre, Lleida                       |                 |
| Copa de la WSE  |                 |                                                        |                                                        |                                                        |                                                        |                                                        |                 |
| XXXIX           | 2018-19         | 28-04-2019                                             | Lleida Llista Blava (2)                                | 6-3                                                    | Hockey Sarzana                                         | Pavelló Onze de Setembre, Lleida                       |                 |
| XL              | 2019-20         | Edició suspesa per risc públic de contagi del COVID-19 | Edició suspesa per risc públic de contagi del COVID-19 | Edició suspesa per risc públic de contagi del COVID-19 | Edició suspesa per risc públic de contagi del COVID-19 | Edició suspesa per risc públic de contagi del COVID-19 | [ 7 ]           |
| XLI             | 2020-21         | 20-06-2021                                             | Lleida Llista Blava (3)                                | 5-3                                                    | Hockey Sarzana                                         | Poliesportiu d'Andorra, Andorra la Vella               | [ 8 ]           |
| XLII            | 2021-22         | 24-04-2022                                             | CP Calafell (1)                                        | 6-5                                                    | Follonica Hockey                                       | Pavilhão Municipal, Paredes                            | [ 9 ]           |
| XLIII           | 2022-23         | 23-04-2023                                             | CP Voltregà Stern Motor (2)                            | 5-4                                                    | HC Braga                                               | Pavelló Onze de Setembre, Lleida                       | [ 10 ]          |
| XLIV            | 2023-24         | 14-04-2024                                             | Igualada Rigat HC (1)                                  | 4-2                                                    | Follonica Hockey                                       | Pavelló Les Comes, Igualada                            | [ 11 ]          |
| XLV             | 2024-25         | 30-03-2025                                             | Igualada Rigat HC (2)                                  | 2-0                                                    | SC Tomar                                               | Pavelló Les Comes, Igualada                            | [ 12 ]          |

## Palmarès
| Equip                   | Campió | Subcampió | Finals | Anys campió               | Anys subcampió            |
| ----------------------- | ------ | --------- | ------ | ------------------------- | ------------------------- |
| Óquei Clube de Barcelos | 3      | 2         | 5      | 1994-95, 2015-16, 2016-17 | 1998-99, 2017-18          |
| Hockey Novara           | 3      | 1         | 4      | 1984-85, 1991-92, 1992-93 | 1983-84                   |
| Lleida Llista Blava     | 3      | 1         | 4      | 2017-18, 2018-19, 2020-21 | 2002-03                   |
| Hockey Club Liceo       | 3      | 0         | 3      | 1981-82, 1998-99, 2009-10 | —                         |
| Club Esportiu Noia      | 2      | 2         | 4      | 1997-98, 2013-14          | 1986-87 2000-01           |
| Reus Deportiu           | 2      | 2         | 4      | 2002-03, 2003-04          | 1990-91, 2014-15          |
| Igualada Hoquei Club    | 2      | 2         | 4      | 2023-24, 2024-25          | 1988-89, 1991-92          |
| FC Porto                | 2      | 1         | 3      | 1993-94, 1995-96          | 2001-02                   |
| Club Patí Voltregà      | 2      | 1         | 3      | 2001-02, 2022-23          | 1999-00                   |
| HC Amatori Vercelli     | 2      | 0         | 2      | 1982-83, 1987-88          | —                         |
| Sporting CP             | 2      | 0         | 2      | 1983-84, 2014-15          | —                         |
| SL Benfica              | 2      | 0         | 2      | 1990-91, 2010-11          | —                         |
| Bassano Hockey 54       | 1      | 3         | 4      | 2011-12                   | 1985-86, 2003-04, 2004-05 |
| Club Patí Tordera       | 1      | 2         | 3      | 1985-86                   | 1994-95, 1995-96          |
| CD Paço de Arcos        | 1      | 2         | 3      | 1999-00                   | 1987-1988, 1997-1998      |
| Club Patí Vic           | 1      | 2         | 3      | 2000-01                   | 1993-94, 2012-13          |
| Club Patí Vilanova      | 1      | 2         | 3      | 2006-07                   | 2005-06, 2010-11          |
| AP Follonica Hockey     | 1      | 2         | 3      | 2004-05                   | 2021-22, 2023-24          |
| Hockey Monza            | 1      | 1         | 2      | 1988-89                   | 1981-82                   |
| Futbol Club Barcelona   | 1      | 1         | 2      | 2005-06                   | 1989-90                   |
| GD Sesimbra             | 1      | 0         | 1      | 1980-81                   | —                         |
| Amatori Lodi            | 1      | 0         | 1      | 1986-87                   | —                         |
| Seregno Hockey          | 1      | 0         | 1      | 1989-90                   | —                         |
| UD Oliveirense          | 1      | 0         | 1      | 1996-97                   | —                         |
| Club Patín Tenerife     | 1      | 0         | 1      | 2007-08                   | —                         |
| Club Hoquei Mataró      | 1      | 0         | 1      | 2008-09                   | —                         |
| Club d'Esports Vendrell | 1      | 0         | 1      | 2012-13                   | —                         |
| Club Patí Calafell      | 1      | 0         | 1      | 2021-22                   | —                         |
| Hockey Sarzana          | 0      | 2         | 2      | —                         | 2018-19, 2020-21          |
| Hóquei Clube de Braga   | 0      | 2         | 2      | —                         | 2011-12, 2022-23          |
| RC Lichstadt            | 0      | 1         | 1      | —                         | 1980-81                   |
| AFP Giovinazzo          | 0      | 1         | 1      | —                         | 1982-83                   |
| Cerdanyola Club Hoquei  | 0      | 1         | 1      | —                         | 1984-85                   |
| Hockey Thiene           | 0      | 1         | 1      | —                         | 1992-93                   |
| ACR Gulpilhares         | 0      | 1         | 1      | —                         | 1996-97                   |
| Candelária SC           | 0      | 1         | 1      | —                         | 2006-07                   |
| Hockey Valdagno         | 0      | 1         | 1      | —                         | 2007-08                   |
| Club Hoquei Lloret      | 0      | 1         | 1      | —                         | 2008-09                   |
| Blanes Hoquei Club      | 0      | 1         | 1      | —                         | 2009-10                   |
| Hockey Breganze         | 0      | 1         | 1      | —                         | 2013-14                   |
| Club Patí Vilafranca    | 0      | 1         | 1      | —                         | 2015-16                   |
| CGC Viareggio           | 0      | 1         | 1      | —                         | 2016-17                   |
| Sporting Clube de Tomar | 0      | 1         | 1      | —                         | 2024-25                   |